# Tocoa (gmina)
Tocoa – gmina (municipio) w północnym Hondurasie, w departamencie Colón. W 2010 roku zamieszkana była przez ok. 84,2 tys. mieszkańców. Siedzibą administracyjną jest Tocoa.

## Położenie
Gmina położona jest w zachodniej części departamentu. Graniczy z 5 gminami:
- Trujillo od północy i wschodu,
- Gualaco i San Estaban od południa,
- Sabá i Sonaguera od zachodu.

## Demografia
Według danych honduraskiego Narodowego Instytutu Statystycznego na rok 2010 struktura wiekowa i płciowa ludności w gminie przedstawiała się następująco:
| Wiek      | 0–3   | 4–6   | 7–12   | 13–17  | 18–24  | 25–64  | 65+   | razem  |
| Tocoa     | 8 776 | 6 118 | 12 030 | 10 359 | 13 029 | 27 585 | 3 259 | 81 154 |
| Mężczyźni | 3 798 | 2 632 | 5 084  | 4 600  | 5 451  | 10 990 | 1 357 | 33 911 |
| Kobiety   | 4 978 | 3 486 | 6 946  | 5 758  | 7 578  | 16 594 | 1 902 | 47 243 |